# Berger János (pap)
Berger János (1792. május 27. – Sopron, 1848) katolikus pap.

## Élete
Misés pap lett 1816. június 8.-án. Előbb 1819-től bozi, azaz hollingi, majd 1822-től ágfalvai plébános volt Sopron megyében. Az 1831-ben Bécsbe vonult és ott élt, csak 1847-ben jött ismét Sopronba, ahol a következő években meghalt. Egyik munkájának magyar fordításából befolyt teljes jövedelmet az ágfalvi templom felújítására ajánlotta fel.

## Munkái
- Trauer-Rede auf den Tod sr. Excellenz des Grafen Franz von Széchenyi. Oedenburg, 1820.
- Auslegung des heil. Sakramentes der Firmung. Uo. 1827. (Ugyanez magyar ford. Uo. 1820.)
- Sammlung verschiedener Predigt-, Mess-, Christenlehr- und anderer Gesänge. Uo. 1828.